# 33215 Garyjones
33215 Garyjones è un asteroide della fascia principale. Scoperto nel 1998, presenta un'orbita caratterizzata da un semiasse maggiore pari a 2,5843468 UA e da un'eccentricità di 0,1783669, inclinata di 8,11603° rispetto all'eclittica.